# The New Lawn
The New Lawn is een voetbalstadion in de Engelse stad Nailsworth in Gloucestershire, dat plaats biedt aan 5.140 toeschouwers. Het stadion vormt de thuisbasis van Forest Green Rovers. The Rovers hebben The New Lawn in gebruik sinds de start van het seizoen 2006-07.